# 香山晃
香山 晃（こうやま あきら、1945年9月13日 - ）は日本の工学者。室蘭工業大学大学院工学研究科もの創造系領域教授。満洲国新京にて生まれる。

## 経歴
1964年東京都立西高等学校卒業。1969年東京大学工学部冶金学科卒業。1971年東京大学工学系大学院修士課程修了を経て住友金属中央技術研究所に勤務。
1974年8月より東京大学工学部材料学科勤務。講師、助教授、教授を経て1995年より京都大学原子エネルギー研究所（改組により1996年よりエネルギー理工学研究所）教授。その後所長を経て2009年3月より室蘭工業大学教授。2010年3月より環境・エネルギー材料システム材料研究機構長に就任。2014年3月に退官。2012年4月より八戸工業大学客員教授, 現在に至る。
この間、核融合炉材料の照射損傷、鉄鋼材料の接合技術・溶接現象、金属器複合材料、セラミック複合材料、核融合炉・原子炉材料、航空宇宙材料　等の研究を行っている。また日米協力核融合分野での研究プロジェクト（FFTF-MOTA計画、JUPITER計画、JUPITER-II計画等での研究調整官）の推進に貢献。
日本学術会議核融合専門委員会委員長、日本原子力学会核融合部会長、材料部会長等のほか、金属学会、セラミックス協会、核融合学会、溶接学会、高温学会、地熱学会、を始めとし、幅広い学会活動にも参加。日本原子力研究所客員研究員(継続中）、核融合科学研究所客員教授、他海外の大学や研究機関での客員も務める。IAEAの核融合材料開発、BA活動、ITER事業等でも材料関連での指導的な役割を務めている。
SiC/SiC複合材料の研究においてはNITE法の国際特許を有し、実用化に向けた幅広いプロセス開発や実用化研究を進めている。NITE製品の市場投入をめざしベンチャー企業であるエネテック総研（IEST Co., Ltd,)の設立に参加。2015年9月株式会社NITE設立(社長：増田健二　　技術統括：香山　晃）2016年9月より代表取締役社長(技術統括を兼務）（http://www.nite.co.jp)
特に、最近の原子力安全研究において重要視されている事故耐性の高い燃料研究においてはSCARLET計画、INSPIRE計画、FIAT計画をはじめとして大型の研究開発を進めている。セラミックス複合材料においては極めて困難と考えられていた、ジルカロイ管並みのヘリウムリーク耐性を実現したことは画期的な成果であり、現在ギネス世界記録に登録申請中。
画期的な地熱発電システムの提案やそのための材料開発を進めており、原理実証実験にも成功している。この活動はSIRIUS計画としてグンゼとの共同で進められた。　